# Eskamak kentzen
Eskamak kentzen (en castellano Quitando escamas) fue una telenovela de comedia dramática en euskera desarrollada por Iñigo Lezertua y César Rodríguez Blanco, y producida por La Competencia Producciones y K2000. La serie, protagonizada por la conocida actriz Bárbara Goenaga, estaba ambientada en una conservera (I Tre Velieri) de Motrico. La serie se emitió cada martes en ETB1 desde el 23 de febrero de 2016 hasta el 10 de mayo de 2016.
El interior de la serie que giraba en torno al día a día de una irreductible comunidad de escabecheras que se negaban a abandonar su centenario oficio, se rodó en decorados que ocupaban más de 1.000 metros cuadrados y que reproducían la conservera en la que desarrollaban su oficio las trabajadoras, además de los hogares de las mismas. Los exteriores se rodaron en Motrico, un pueblo de origen ballenero, donde se encuentra la fachada original de la fábrica que inspiró los decorados.

## Argumento
Cuando Genaro (Joseba Apaolaza), el propietario de la conservera I Tre Velieri confirma el cierre de la empresa por estar al borde de la bancarrota, las trabajadoras deciden dar un paso adelante para comprarla y formar una cooperativa. Lo hacen en contra de la opinión de todos y endeudándose a pesar de la precaria situación económica que sufren.

## Reparto
| Actor / Actriz       | Personaje               | Papel                                       |
| -------------------- | ----------------------- | ------------------------------------------- |
| Bárbara Goenaga      | Itsaso Lizardi          | Protagonista. Trabajadora de la conserva    |
| Elena Irureta        | Xole Altuna             | Escabechera                                 |
| Karmele Larrinaga    | Garbiñe Ituarte         | Escabechera                                 |
| Itziar Atienza       | Elena Elezgarai         | Escabechera                                 |
| Amaia Irazabal       | Malen Beitia            | Escabechera                                 |
| Maria Urcelay        | Itziar Esnaola          | Escabechera                                 |
| Ainara Ortega        | Nerea Mendizabal        | Escabechera                                 |
| Loli Astoreka        | Mari Karmen "Karmentxu" | Familia de Itsaso. La madre                 |
| Itziar Aizpuru       | Maite                   | Familia de Itsaso. La abuela                |
|                      |                         |                                             |
| Ramón Agirre Lasarte | Inaxio                  | Ayudante del antiguo dueño de la conservera |
| Joseba Apaolaza      | Genaro                  | Antiguo dueño de la conservera              |
| Alberto Berzal       | Matias                  | Pareja de Elena                             |
| Xabier Perurena      | Aitor                   | Pareja de Nerea                             |
| Patxi Gonzalez       | Andres                  | Pareja de Xole                              |

## Audiencias
| Temporada | Temporada | Episodios | Estreno               | Final              | Audiencia media     | Audiencia media | Audiencia media |
| Temporada | Temporada | Episodios | Estreno               | Final              | Espectadores        | Cuota           |                 |
| --------- | --------- | --------- | --------------------- | ------------------ | ------------------- | --------------- | --------------- |
|           | 1         | 12        | 23 de febrero de 2016 | 10 de mayo de 2016 | 21 250 espectadores | 2,45%           |                 |

### Primera temporada
| N.º (serie) | N.º (temp.) | Título (en euskera)                 | Fecha de emisión      | Audiencia                  |
| ----------- | ----------- | ----------------------------------- | --------------------- | -------------------------- |
| 1           | 1           | Itzulera                            | 23 de febrero de 2016 | 39 000 espectadores (4,3%) |
| 2           | 2           | Kooperatiba                         | 1 de marzo de 2016    | 24 000 espectadores (2,7%) |
| 3           | 3           | Garbi unchained                     | 8 de marzo de 2016    | 23 000 espectadores (2,6%) |
| 4           | 4           | Sekretua                            | 15 de marzo de 2016   | 22 000 espectadores (2,5%) |
| 5           | 5           | Berritze baimena                    | 22 de marzo de 2016   | 28 000 espectadores (3,5%) |
| 6           | 6           | Beharbada munduko hegaluzerik onena | 29 de marzo de 2016   | 18 000 espectadores (2,2%) |
| 7           | 7           | VIP aparkalekua                     | 5 de abril de 2016    | 25 000 espectadores (2,9%) |
| 8           | 8           | Itzi superstar                      | 12 de abril de 2016   | 19 000 espectadores (2,2%) |
| 9           | 9           | Itsasoan galdutakoak                | 19 de abril de 2016   | 15 000 espectadores (1,7%) |
| 10          | 10          | Xantaia                             | 26 de abril de 2016   | 7 000 espectadores (0,7%)  |
| 11          | 11          | Benitok akustikan abestu ahal du    | 3 de mayo de 2016     | 14 000 espectadores (1,6%) |
| 12          | 12          | Lan erregulazio espedientea         | 10 de mayo de 2016    | 21 000 espectadores (2,5%) |